# Platforma (wspinaczka)

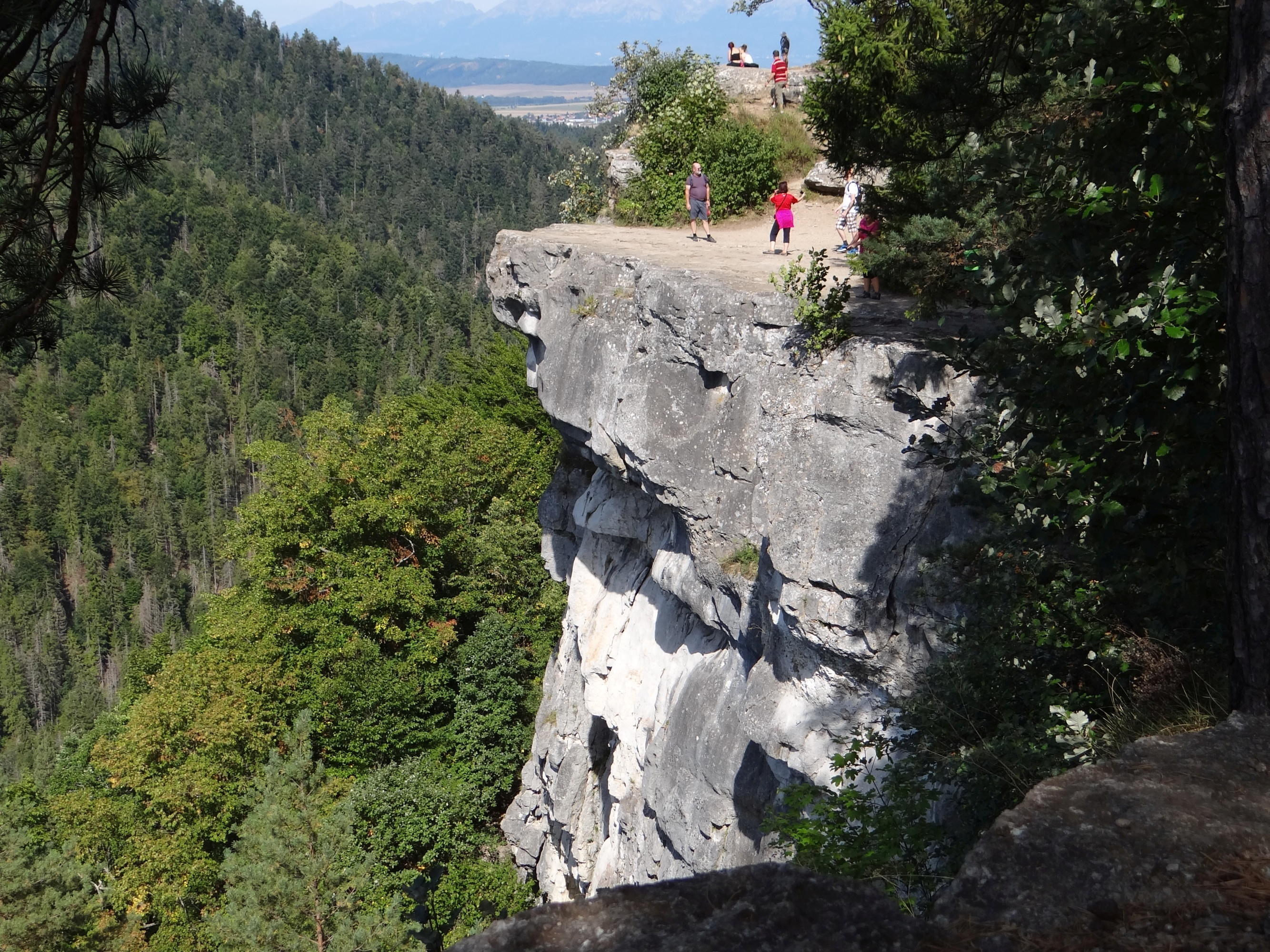
Podcięta ścianą platforma Tomaszewskiego Widoku

Platforma – we wspinaczce jest to płaska i pozioma, lub nieco tylko nachylona powierzchnia na grani, w ścianie lub w żlebie. Może być skalista, piarżysta lub trawiasta. Niewielkie platformy określa się zdrobniale jako platforemki.
Platforma jest odmianą tarasu. W polskich Tatrach platformą bywają nazywane także niewielkie płaśnie.